# 诺基亚Lumia 800
諾基亞Lumia 800是由諾基亞開發，採用Windows Phone作業系統的智能手機。為2011年2月諾基亞與微軟組成策略性聯盟後，首部推出的智能手機。

## 硬件
Lumia 800的外型與先前發表，採用Meego作業系統的前旗艦機種Nokia N9相同，同樣採用聚碳酸酯機身，曲面Gorilla Glass AMOLED顯示屏。
Lumia 800使用 Qualcomm MSM 8255 1.4GHz (單核心)、512MB RAM、16GB內置儲存、3.7 吋 480 x 800 ClearBlack AMOLED 電容式觸控顯示屏、蔡司光學800萬像素自動對焦鏡頭，最大光圈為F2.2，支援高清影片720p播放及拍攝。機身顏色有粉藍、粉紅、黑、白色供選擇。

## 軟件

### Windows Phone 7.8

#### 1750.0823.885x.124x0
- 可以調整大小的動態磚帶來全新的開始畫面體驗，點選並按住動態磚即可調整大小。
- 新增佈景主題色彩。
- 鎖定畫面的改進，使用Bing本日精選相片當做背景圖案，以及為鎖定碼提供意外輸入保護。
- 作業系統版本7.10.8862.144。
- 修正動態磚的功能問題，例如動態磚可能無法更新的問題。

## 外部連結
- - Nokia HongKong 官方網站（页面存档备份，存于）
- - Nokia Gobal Wide 官方網站（页面存档备份，存于）